# Campionati italiani assoluti di scherma del 1963
I Campionati italiani assoluti di scherma del 1963 sono stati organizzati dalla Federazione Italiana Scherma.
Nel fioretto, si sono aggiudicati i titoli dei campionati italiani Maurizio Vaselli, che ha bissato il titolo del 1961, e Natalina Sanguinetti, alla sua prima affermazione.
Il titolo della spada è andato per la quarta volta a Giuseppe Delfino.
Nella sciabola Wladimiro Calarese ha vinto il titolo nazionale maschile, bissando il titolo del 1961.
Nei campionati italiani a squadre maschili il Cassa Risparmio Milano ha vinto il suo quarto titolo nel fioretto, mentre nella spada il Club Scherma Torino ha bissato il titolo del 1957; nella sciabola c'è stato il primo successo del Club scherma Salerno.
Il campionato italiano di fioretto a squadre femminile è andato per la terza volta al Club Scherma Torino.

## Podi

### Uomini
| Specialità  | Oro                      | Argento | Bronzo |
| Individuali |                          |         |        |
| Fioretto    | Maurizio Vaselli         | -       | -      |
| Spada       | Giuseppe Delfino         | -       | -      |
| Sciabola    | Wladimiro Calarese       | -       | -      |
| A squadre   |                          |         |        |
| Fioretto    | Cassa Risparmio Milano - | -       | -      |
| Spada       | Club Scherma Torino -    | -       | -      |
| Sciabola    | Club scherma Salerno -   | -       | -      |

### Donne
| Specialità  | Oro                   | Argento | Bronzo |
| Individuali |                       |         |        |
| Fioretto    | Natalina Sanguinetti  | -       | -      |
| A squadre   |                       |         |        |
| Fioretto    | Club Scherma Torino - | -       | -      |